# Aganainae
Famille
Les Aganainae sont une sous-famille de lépidoptères (papillons) nocturnes de la famille des Erebidae. Les adultes et les chenilles de cette sous-famille sont généralement grands et de couleurs vives, comme les papillons tigre apparentés. De nombreuses chenilles se nourrissent de plantes hôtes toxiques et acquièrent des cardénolides toxiques qui les rendent désagréables pour les prédateurs. Comme les papillons de litière étroitement apparentés, les adultes ont de longs palpes labiaux retroussés et les chenilles ont des pattes complètement ou presque entièrement développées sur l'abdomen. Les Aganainae sont répartis dans les régions tropicales et subtropicales de l'Ancien Monde.

## Taxonomie
La sous-famille était autrefois placée dans les familles Noctuidae et Arctiidae par certains auteurs. D'autres auteurs l'ont classée comme une famille sous les noms Aganaidae ou Hypsidae. Des études phylogénétiques récentes ont montré que les Aganainae sont les plus étroitement liées aux Herminiinae, et cette paire de sous-familles est la plus étroitement liée aux Arctiinae, tous au sein de la famille Erebidae.

## Liste des genres
Selon BioLib (9 novembre 2024) :
- Agape Felder, 1874
- Anagnia Walker, 1854
- Asota Hübner, 1819
- Digama Moore, 1860
- Euplocia Hübner, 1819
- Neochera Hübner, 1819
- Peridrome Walker, 1854
- Phaegorista Boisduval, 1836
- Soloe Walker, 1854
- Soloella Gaede, 1926